# Oscar da Costa Marques
Oscar da Costa Marques  (Poconé, 06/12/1879 – Rio de Janeiro, 16/09/1954), foi advogado, político, jornalista e pecuarista, com atuação em Mato Grosso.  

## Biografia
Filho de João Epiphanio da Costa Marques e Maria Cassiana da Costa Marques, donos da Fazenda São João, em Poconé, onde se hospedou Theodore Roosevelt nos dias 27 e 28 de dezembro de 1913.
Foi sobrinho do ex-presidente do estado, ex-deputado estadual, e ex-deputado federal, Joaquim Augusto da Costa Marques, e irmão do ex-secretário da agricultura do estado, e ex-deputado estadual João da Costa Marques.
Iniciou seus estudos no Colégio São Luiz, em Itu, SP, e depois entrou na Faculdade de Direito do Largo de São Francisco, em 1901, se formando em 1905. Foi nomeado procurador da República, em Mato Grosso, e pediria exoneração em 1910 para se dedicar aos negócios particulares, seja como pecuarista, ou como acionista da concessionária de água e luz Companhia de Electricidade de Corumbá, MS, onde também foi dono do jornal Diário de Corumbá.
Casou-se em 1911 com Rosaura Junqueira de Lemos, de Poços de Caldas, MG.  Filiado ao Partido Republicano Conservador, assumiu a vaga de deputado federal em maio de 1912, sendo reeleito e permanecendo até dezembro de 1917. Em 1906 rompeu politicamente com o presidente do estado Caetano Manuel de Faria e Albuquerque, e isso resultaria naquele mesmo ano no seu afastamento. Em 1930 voltou a disputar cargo eletivo como deputado estadual, assumindo em maio, porém, após a Revolução de 1930, então chefe do governo provisório, Vargas baixou decreto em 11 de novembro dissolvendo o Congresso Nacional, as assembleias legislativas dos estados e as câmaras municipais.